# Róa
«Róa» (укр. Веслування) — пісня ісландського дуету Væb, з якою вони представлятимуть  Ісландію на Пісенному конкурсі Євробачення 2025 в Базелі, Швейцарія.

## Пісенний конкурс Євробачення 2025
28 січня 2025 року відбулося жеребкування, яке визначило, у якому з півфіналів Євробачення змагатиметься кожна країна. За результатами жеребкування Ісландія потрапила до першої половини першого півфіналу, який відбувся 13 травня 2025 року в Базелі, Швейцарія. У півфіналі Væb виконали пісню «Róa» під першим порядковим номером – відкривали шоу своїм виступом. Гурту вдалося кваліфікуватися до фіналу конкурсу, що пройде 17 травня.